# Muttler
Muttler är ett berg i Schweiz.   Det ligger i regionen Engiadina Bassa/Val Müstair och kantonen Graubünden, i den östra delen av landet, 220 km öster om huvudstaden Bern. Toppen på Muttler är 3 294 meter över havet, eller 696 meter över den omgivande terrängen. Bredden vid basen är 9,0 km.
Terrängen runt Muttler är bergig åt sydost, men åt nordväst är den kuperad. Runt Muttler är det mycket glesbefolkat, med 5 invånare per kvadratkilometer.. Närmaste större samhälle är Scuol, 12,8 km söder om Muttler. 
Trakten runt Muttler består i huvudsak av gräsmarker.